# Герб Івановської області

Герб Івановської області

Герб Івановської області є символом Івановської області, прийнятий Законодавчими Зборами Івановської області 31 грудня 1997 року.

## Опис
Герб Івановської області є зображенням щита, розсіченого червенню й лазур'ю, біля краю три вузькі хвилясті срібні пояси. На правому червленому полі — золотий човник зі срібною серцевиною, на лівому лазуровому — срібний смолоскип. Щит увінчаний залізною короною. Щитотримачі: праворуч — золотий лев, ліворуч — золотий орел. Постаментом є вінок із зелених стебел і листів з лазуровими квітками льону і коробочками бавовнику, перевитими червлено-блакитною стрічкою зі срібною смужкою.